# Лотар I
Лотар I (фр. Lothaire Ier; 795 — 2. март 855) је био цар Светог римског царства (840—855, владао је са својим оцем до 840. године), гувернер Баварије (815–817), краљ Италије (818—855) и Средње Франачке (840–855). Био је најстарији син Луја Побожног и његове жене Ерменгарде од Хесбаја ћерке Ингермана војводе од Хесбаја. Био је наследник целог Каролиншког царства, али требало је да га је дели са браћом. Водио је са оцем неколико грађанских ратова око права наслеђа. У неколико наврата, Лотар је предводио своју браћу Пипина I од Аквитаније и Лудвига II Немачког| у побунама против њиховог оца, да би спречили покушаје да учини њиховог полубрата Карла Ћелавог конаследником Франачких домена.
Након смрти Луја Побожног желео је да влада самостално али су га браћа, Карло Ћелави и Лудвиг Немачки, присилили Верденским уговором (843) да подели власт са њима. Тако се Франачка распала на три дела: Француску, Немачку и Италију.

## Рани живот и владавина
Лотар је рођен 795. у породици Луја Побожног и Ерменгарде из Хесбаја. Његов отац је био син владајућег цара Карла Великог. Мало се зна о Лотаровом раном животу, који је вероватно прошао на двору његовог деде Карла Великог. Године 814, остарели цар је умро и оставио свог јединог преживелог законитог сина Луја Побожног као наследника свог огромног царства. Следеће године, Лотар је био послат да управља Баварском за свог оца, новог цара. Године 817, Луј Побожни је састави свој спис . У њему је Луј одредио Лотара за свог главног наследника и наредио да Лотар буде господар Лујевих млађих синова Пипина Аквитанског (који је имао 20 година) и Луја Немачког (који је имао 13 година), као и његовог нећака (Лотаровог рођака) Бернара од Италије. Лотар би такође наследио њихову земљу, ако би умрли без деце. Лотара, старог 22 године, тада је његов отац крунисао за заједничког цара у Ахену. У исто време, Аквитанија и Баварска су додељене његовој браћи Пипину и Лују, као помоћне краљевине. Након Бернардове смрти, изазване његовом завером против Луја Побожног и заслепљивањем, Лотар је такође добио Краљевину Италију. Године 821, Лотар се оженио Ерменгардом (умла 851), ћерком Хуга грофа од Тура.
Године 822, преузео је власт над Италијом, а на Ускрс, 5. априла 823. године, поново га је крунисао за цара папа Паскал I, овога пута у Риму. У новембру 824, Лотар је објавио статут, Constitutio Romana, који се односио на односе папе и цара, који је резервисао врховну власт световном моћнику, а потом је издао разне уредбе за добру владу Италије.
По Лотаровом повратку на очев двор, његова маћеха Јудит је добила његов пристанак на њен план за обезбеђивање краљевства за њеног сина Карла, план који је спроведен 829. године, када је младом принцу дата Алеманија као краљу. Лотар је, међутим, убрзо променио свој став и наредну деценију провео у сталној борби око поделе царства са својим оцем. Он је наизменично био господар царства, прогнан и затворен у Италији, једно време ступајући у оружани савез са својом браћом, а други пут борећи се против њих, док су границе краљевства које је одредио бивале проширене и смањене.

## Подела царства, по коме Лотару припада највећи део
Постао је 815. краљ Баварске. Када је Луј Побожни поделио 817. царство на своје синове и одредио правила наслеђивања, Лотар је постао савладар са оцем Лујем Побожним. Лотар је тада добио највећи део, одређено је да буде цар и да су му браћа подређена. Пипин Аквитански и Лудвиг Немачки су тада добили Аквитанију, односно Баварску.
Лотару је тада одређена Гвоздена круна Ломбардије, коју је тада држао нећак Луја Побожног Бернард. Бернард се побунио због тога што је Италија одређена Лотару. Због тога је Бернард утамничен. Када је Бернард умро у затвору Лотар 818. добија италијанско краљевство. Крунисан је као цар 5. априла 823. у Риму.
Новембра 824. издаје статут по коме је секуларна власт изнад папинске власти.

## Грађански ратови
Када се Лују Побожном родио син Карло Ћелави, настаје велики проблем. Територије су већ биле подељене и нико није хтео да даје свој део Карлу Ћелавом. У Вормсу 829. Луј Побожни додељује Карлу Ћелавом Алеманију, која је дотад била обећана Лотару. Лотар се на то буни.
Прва побуна је започела 830. побуном сва три сина против оца, кога су успели свргнути. Луј Побожни је успео да приволи обећањима другачије прерасподеле Пипина Аквитанског и Лудвига Немачког, па га они пуштају и поново враћају на престо. Луј Побожни тада лишава Лотара царске титуле и одузима му Италију, коју даје Карлу Ћелавом.
Друга побуна избија 832. Лотар је уз сагласност браће свргнуо 833. Луја Побожног. Међутим побуна племства је вратила Луја Побожног поново на трон, а Лотар је побегао у Бургундију.
У трећем грађанском рату Лотар учествује на страни Луја Побожног у борби против Лудвига Немачког и Пипина Аквитанског. Луј Побожни тада враћа Лотару Италију и царску позицију.

## После смрти Луја Побожног
Када је умро Луј Побожни 840, царска овлашћења су предана Лотару. Лотар није хтео да се држи договора о подели царства, него је хтео све за себе. Лудвиг Немачки и Карло Ћелави су скупили војску против Лотара. Побеђују Лотара у бици код Фонтеноа 25. јуна 841. године. Лотар је побегао после битке у Ахен. Почео је рат против браће, настојећи пљачкати им територије, али Лудвиг и Карло су били јачи, па Лотар напушта Ахен. Са собом је понео све благо.
Мировни преговори међу браћом су дуго трајали, а завршили су се Верденским споразумом 843. по коме се Франачко царство дели на три државе.
Лотар добија статус цара, Северну Италију и дуге територије између Рајне и Роне од Медитерана до Северног мора.

## После Верденског споразума
Лотар је Италију предао свом најстаријем сину Лудовику II. Имао је много проблема у одбрани од Викинга и Сарацена.
Када је постао јако болестан 855. поделио је краљевство својој тројици синова:
- Лудовик II добија Италију и титулу цара Светог римског царства
- Лотар II добија Лотарингију
- Карло Провансалски добија Провансу

## Смрт и последице
Током 855. он се тешко се разболео и одрекао се престола, поделио своје земље међу три сина и 23. септембра ушао у манастир Прум, где је умро шест дана касније. Сахрањен је у Пруму, где су његови посмртни остаци пронађени 1860.

## Породично стабло
|  |                          |  |  |  |  |  |  |  |  |  |  |  |  |  |  |  |
|  | 16. Карло Мартел         |  |  |  |  |  |  |  |  |  |  |  |  |  |  |  |
|  |                          |  |  |  |  |  |  |  |  |  |  |  |  |  |  |  |
|  |                          |  |  |  |  |  |  |  |  |  |  |  |  |  |  |  |
|  | 8. Пипин III Мали        |  |  |  |  |  |  |  |  |  |  |  |  |  |  |  |
|  |                          |  |  |  |  |  |  |  |  |  |  |  |  |  |  |  |
|  |                          |  |  |  |  |  |  |  |  |  |  |  |  |  |  |  |
|  | 17. Ротруда од Трира     |  |  |  |  |  |  |  |  |  |  |  |  |  |  |  |
|  |                          |  |  |  |  |  |  |  |  |  |  |  |  |  |  |  |
|  |                          |  |  |  |  |  |  |  |  |  |  |  |  |  |  |  |
|  | 4. Карло Велики          |  |  |  |  |  |  |  |  |  |  |  |  |  |  |  |
|  |                          |  |  |  |  |  |  |  |  |  |  |  |  |  |  |  |
|  |                          |  |  |  |  |  |  |  |  |  |  |  |  |  |  |  |
|  | 9. Бертрада од Лаона     |  |  |  |  |  |  |  |  |  |  |  |  |  |  |  |
|  |                          |  |  |  |  |  |  |  |  |  |  |  |  |  |  |  |
|  |                          |  |  |  |  |  |  |  |  |  |  |  |  |  |  |  |
|  | 2. Луј I Побожни         |  |  |  |  |  |  |  |  |  |  |  |  |  |  |  |
|  |                          |  |  |  |  |  |  |  |  |  |  |  |  |  |  |  |
|  |                          |  |  |  |  |  |  |  |  |  |  |  |  |  |  |  |
|  | 5. Хилдегард             |  |  |  |  |  |  |  |  |  |  |  |  |  |  |  |
|  |                          |  |  |  |  |  |  |  |  |  |  |  |  |  |  |  |
|  |                          |  |  |  |  |  |  |  |  |  |  |  |  |  |  |  |
|  | 1. Лотар I               |  |  |  |  |  |  |  |  |  |  |  |  |  |  |  |
|  |                          |  |  |  |  |  |  |  |  |  |  |  |  |  |  |  |
|  |                          |  |  |  |  |  |  |  |  |  |  |  |  |  |  |  |
|  | 3. Ерменгарда од Хесбаја |  |  |  |  |  |  |  |  |  |  |  |  |  |  |  |
|  |                          |  |  |  |  |  |  |  |  |  |  |  |  |  |  |  |
|  |                          |  |  |  |  |  |  |  |  |  |  |  |  |  |  |  |